# حمیدیه (خوزستان)
حَمیدیه شهری در استان خوزستان و مرکز شهرستان حمیدیه است. شهر حمیدیه در ۲۵ کیلومتری شمال غرب شهر اهواز قرار دارد.
این شهرستان در استان خوزستان ۲۵ کیلومتری شمال غرب اهواز قرار گرفته‌است و در سال ۱۳۸۵، ۲۲ هزار نفر جمعیت داشته‌است. رود کرخه در بالا دست شهر حمیدیه به وسیله سد تنظیمی به دو بخش کرخه اصلی و کرخه کور تقسیم می‌شود که هر دوی آنها از داخل شهر می‌گذرند. زمین‌های حمیدیه خوزستان  به‌دلیل بهره‌مند بودن از خاکی حاصلخیز و هوای متعدل برای کشت سبزی بسیار مناسب است. دامداری در این منطقه بیشتر پرورش گاومیش می‌باشد. بر پایه ایران اطلس زبان بیشتر اهالی حمیدیه عربی است.

در جریان سیل فروردین ماه سال ۱۳۹۸ در شهرستان حمیدیه ۲ هزار و ۲۲۳ خانه آسیب دیدند. بسیاری از این خانه‌ها با کمک اهالی کرمان بازسازی شدند.

## میراث تاریخی
کوشک حمیدیه مشهورترین اثر تاریخی شهرستان حمیدیه در غرب اهواز و ساحل رودخانه کرخه است که به شماره ۳۹۸۰ در سال ۱۳۸۰ در فهرست آثار ملی به ثبت رسیده‌است.
این قصر مربوط به «عبدالحمید» پسر شیخ خزعل بوده و اواخر دوره قاجار - اوایل دوره پهلوی است. این عمارت دارای چند قسمت  ازجمله بنای مرکزی و زیرزمین، شبستان (شوادون) و تونل‌های دسترسی، تأسیسات آبرسانی، بنای جنوب شرقی و برج دیده‌بانی است که برخی تأسیسات و باغ اطراف قصر از بین رفته‌اند. طاق زیرزمین این کوشک در حاشیه رودخانه کرخه قرار دارد. این قصر تاریخی به صورت مختصر مرمت شده‌است. کاخ حمیدیه محل حکمرانی شیخ حمید کعبی در مرکز شهر حمیدیه یکی از نمونه‌های کم‌نظیر کاخ‌های دوره قاجاریه در خوزستان است. مساحت این کاخ حدود ۶ هکتار و دارای چهار ساختمان و عمارت است و بقیه آن را باغ تشکیل داده‌است. کوشک حمیدیه در مسیر صدها هزار نفر گردشگری قرار دارد که هر ساله در قالب کاروان راهیان نور به سمت مناطق عملیاتی واقع در جنوب غربی استان خوزستان می‌روند. این کاخ هم‌اکنون به عنوان انبار کالا استفاده می‌شود.
از گذشته‌های دور تاکنون همواره برای مهار کردن جریان سیلاب در عرض معینی از رودخانه از سازه‌هایی چون سیل‌بند یا گوره‌ها بهره می‌جستند. گفته می‌شود، این سازه‌ها از پخش و گسترش سیلاب در زمین‌های اطراف رودخانه پیشگیری کرده و آن را در مسیر و مجرای مشخص و محدود هدایت می‌کند. اما سازه‌ای که در رودخانه کرخه در شهرستان حمیدیه از دوره ساسانی تا امروز وجود دارد از آن به عنوان تثبیت‌کننده دیواره یا (اپی) نام می‌برند. سازه‌های آبی مربوط به دوره ساسانیان در ضلع غربی رودخانه کرخه در شهر حمیدیه واقع شده‌اند. طول دیواره سد تنظیمی تاریخی حمیدیه حدود ۱۱۰ متر به قطر ۲٫۵ متر و ارتفاع پنج متر است که در حاشیه رودخانه کرخه قرار گرفته و در امتداد دیواره این سازه ۲ سد و یک پل بند تاریخی متصل شده‌است.
تنها دو اثر حمیدیه ثبت در فهرست آثار ملی شده‌اند. یکی کاخ تاریخی حمیدیه به شماره ۳۹۸۰ و دیگری منطقه تاریخی تثبیت رودخانه «تیری» به شماره ۷۹۳۰ ثبت در فهرست آثار ملی کشور شده‌اند.
«المحسن» یا «سید محسن» بقعه‌ای کوچک روی تپه‌ای مشرف به مرکز شهر حمیدیه است. گنبد ساده آن با ارتفاع هشت متر و ایوانی که به رنگ سبز نقاشی شده‌است. دیوار آجری آن، اما تازه‌ساز است. سفیدکاری شده و سرامیک‌هایی دیوارهای داخلی بقعه را می‌پوشانند.
در حمیدیه تنها یک مدرسهٔ قدیمی مربوط به اوایل دورهٔ رضاشاه پهلوی وجود دارد که نام کنونی آن مدرسهٔ بزرگ‌سالان قدس است و روی تونلی احداث شده‌است. از باقی‌مانده و از مدرسه‌های قدیمی این منطقه که حتی پس از جنگ نیز سالم بودند، اثری نمانده‌است.